# Daniel Anguiano Munguito

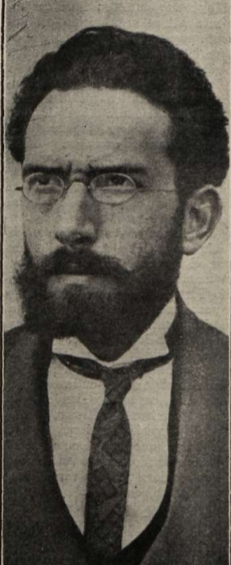
Daniel Anguiano (1912)

Daniel Anguiano Munguito (* 11. Dezember 1882 in Haro; † 12. August 1963 in Mexiko) war ein spanischer Politiker und Gewerkschafter. Er gehörte zu den Gründern der Spanischen Kommunistischen Arbeiterpartei (PCOE), die später in der Kommunistischen Partei Spaniens (PCE) aufging.

## Leben
Anguiano war ab 1916 einer der beiden Zweiten Sekretäre und ab 1918 Schatzmeister des Partido Socialista Obrero Español (PSOE). Er war Vorsitzender der Eisenbahnergewerkschaft innerhalb der Unión General de Trabajadores und maßgeblich am Eisenbahnerstreik im September 1912 und am Revolutionären Generalstreik im August 1917 beteiligt. Nach Niederschlagung des Generalstreiks durch Regierungstruppen wurde Anguiano zusammen mit weiteren Streikführen wie Julián Besteiro Fernández, Francisco Largo Caballero und Andrés Saborit Colomer festgenommen und zu lebenslanger Haft verurteilt. Nach seiner Wahl zum Abgeordneten der Cortes für Valencia wurde Anguiano 1918 aus dem Gefängnis von Cartagena entlassen.
Im Sommer 1920 wurde er vom PSOE zusammen mit Fernando De Los Ríos nach Moskau geschickt, wo beide unter anderem mit Lenin zusammentrafen und über die Voraussetzungen eines möglichen Anschlusses des PSOE an die Dritte Internationale berieten. Während Fernando De Los Ríos den Anschluss ablehnte, befürwortete Anguiano diesen. Auf dem dritten außerordentlichen PSOE-Parteitag im April 1921 trugen beide ihre Impressionen über Sowjetrussland und ihre Argumente für und wider den Übertritt zur Dritten Internationale vor. Bei der anschließenden Abstimmung unterlag Anguiano jedoch. Dies hatte die Spaltung der Partei zur Folge. Die Befürworter des Anschlusses an die Dritte Internationale, die sogenannten terceristas, unter ihnen Anguiano, Antonio García Quejido, Virginia González und José Rojas gründeten am 13. April 1921 den Partido Comunista Obrero Español (PCOE), auf dessen Gründungsparteitag Anguiano ins Exekutivkomitee gewählt wurde.
Nach der Niederlage der Republikaner im Spanischen Bürgerkrieg floh Anguiano nach Frankreich und ging später ins Exil nach Mexiko, wo er starb.